# 福井県の市町村旗一覧
福井県の市町村旗一覧（ふくいけんのしちょうそんきいちらん）は、福井県内の市町村に制定されている、あるいは制定されていた市町村旗の一覧である。なお、一覧の順序は全国地方公共団体コード順による。廃止された市町村章は廃止日付から順に掲載している。

## 市部
| 市       | 市旗                        | 制定有無 | 制定日       | 旗の色 | 備考                                                                         |
| -------- | --------------------------- | -------- | ------------ | --- | ---------------------------------------------------------------------------- |
| 福井市   |                             | あり     | 1963年9月1日 | 地色は白色であり、紋章は濃緑色が指定されている                                                                      | 旗竿は朱蝋塗仕上げであり、玉は凹円三つ合わせをし、金色仕上げが指定されている |
| 敦賀市   |                             | なし     | なし         | 地色は濃紺色であり、紋章は白色が指定されている                                                                      |                                                                              |
| 小浜市   | （濃緑青色篇） （臙脂色篇） | あり     | 1951年9月1日 | 濃青緑色篇:地色は白色であり、紋章は濃緑青色が指定されている 臙脂色篇:地色は白色であり、紋章は臙脂色が指定されている |                                                                              |
| 大野市   |                             | なし     | なし         | 地色は臙脂色であり、紋章は白色が指定されている                                                                      |                                                                              |
| 勝山市   |                             | あり     | 1954年9月1日 | 地色はエメラルドグリーン色であり、紋章は白色が指定されている                                                        |                                                                              |
| 鯖江市   |                             | あり     | 1985年4月1日 | 地色は濃藍色であり、紋章は白色が指定されている                                                                      | 旗竿の玉は市章入り凹円を三つ合わせて金色に仕上げたものが指定されている       |
| あわら市 |                             | なし     | なし         | 地色は白色であり、紋章は指定色が指定されている                                                                      |                                                                              |
| 越前市   |                             | なし     | なし         | 地色は白色であり、紋章は指定色が指定されている                                                                      |                                                                              |
| 坂井市   |                             | なし     | なし         | 地色は白色であり、紋章は指定色が指定されている                                                                      |                                                                              |

## 町村部
| 郡         | 町村     | 町村旗                                                        | 制定有無 | 制定日        | 旗の色 | 備考                                              |
| ---------- | -------- | ------------------------------------------------------------- | -------- | ------------- | --- | ------------------------------------------------- |
| 吉田郡     | 永平寺町 | （通常時） （地色が青色篇） （文字が黒色篇） （文字が白色篇） | あり     | 2006年2月13日 | 通常時は地色は白色であり、紋章は青色が指定されている 地色が青色篇の時は地色は青色であり、紋章は白色が指定されている 文字が黒色篇の時は地色が白色であり、紋章は青色が指定されている 文字が白色篇の時は地色が青色であり、紋章は白色が指定されている | 2代目の町旗である 4つのバージョンが指定されている |
| 今立郡     | 池田町   |                                                               | なし     | なし          | - |                                                   |
| 南条郡     | 南越前町 |                                                               | なし     | なし          | 地色は白色であり、紋章は指定色が指定されている |                                                   |
| 丹生郡     | 越前町   |                                                               | なし     | なし          | 地色は白色であり、紋章は指定色が指定されている | 2代目の町旗である                                 |
| 三方上中郡 | 若狭町   |                                                               | なし     | なし          | 地色は白色であり、紋章は緑色が指定されている |                                                   |
| 三方郡     | 美浜町   |                                                               | なし     | なし          | 地色は水色であり、紋章は白色が指定されている |                                                   |
| 大飯郡     | 高浜町   |                                                               | なし     | なし          | 地色は藍色であり、紋章は白色が指定されている |                                                   |
| 大飯郡     | おおい町 |                                                               | なし     | なし          | 地色は白色であり、紋章は指定色が指定されている |                                                   |

## 廃止された市町村旗
| 市郡   | 町村     | 市町村旗       | 制定有無 | 制定日         | 廃止日        | 旗の色                                                 | 備考             |
| ------ | -------- | -------------- | -------- | -------------- | ------------- | ------------------------------------------------------ | ---------------- |
| 坂井郡 | 金津町   |                | なし     | なし           | 2004年3月1日  | -                                                      |                  |
| 坂井郡 | 芦原町   |                | あり     | 1984年7月1日   | 2004年3月1日  | -                                                      |                  |
| 南条郡 | 今庄町   |                | なし     | なし           | 2005年1月1日  | 地色は紫色であり、紋章は白色が指定されている           |                  |
| 南条郡 | 南条町   |                | なし     | なし           | 2005年1月1日  | 地色は臙脂色であり、紋章は白色が指定されている         |                  |
| 南条郡 | 河野村   |                | なし     | なし           | 2005年1月1日  | 地色は紫色であり、紋章は白色が指定されている           |                  |
| 丹生郡 | 越前町   |                | なし     | なし           | 2005年2月1日  | 地色は紫色であり、紋章は白色が指定されている           | 初代の町旗である |
| 丹生郡 | 朝日町   |                | なし     | なし           | 2005年2月1日  | 地色は白色であり、紋章は紫色が指定されている           |                  |
| 丹生郡 | 織田町   |                | なし     | なし           | 2005年2月1日  | 地色は青色であり、紋章は黄色が指定されている           |                  |
| 丹生郡 | 宮崎村   |                | なし     | なし           | 2005年2月1日  | 地色は青色であり、紋章は白色が指定されている           |                  |
| 遠敷郡 | 上中町   |                | なし     | なし           | 2005年3月28日 | 地色は紫色であり、紋章は白色が指定されている           |                  |
| 三方郡 | 三方町   |                | なし     | なし           | 2005年3月28日 | 地色は水色であり、紋章は白色が指定されている           |                  |
| 武生市 |          |                | あり     | 1968年3月19日  | 2005年10月1日 | 地色は濃青紫色であり、紋章は白色が指定されている       |                  |
| 今立郡 | 今立町   |                | なし     | なし           | 2005年10月1日 | 地色はワインカラー色であり、紋章は白色が指定されている |                  |
| 大野郡 | 和泉村   |                | なし     | なし           | 2005年11月7日 | 地色は紫色であり、紋章は白色が指定されている           |                  |
| 丹生郡 | 清水町   |                | なし     | なし           | 2006年2月1日  | 地色は青色であり、紋章は白色が指定されている           |                  |
| 丹生郡 | 越廼村   |                | なし     | なし           | 2006年2月1日  | 地色は紫色であり、紋章は白色が指定されている           |                  |
| 足羽郡 | 美山町   |                | なし     | なし           | 2006年2月1日  | 地色は白色であり、紋章は緑色が指定されている           |                  |
| 吉田郡 | 永平寺町 |                | なし     | なし           | 2006年2月13日 | 地色は紫色であり、紋章は白色が指定されている           | 初代の町旗である |
| 吉田郡 | 松岡町   |                | なし     | なし           | 2006年2月13日 | -                                                      |                  |
| 吉田郡 | 上志比村 |                | なし     | なし           | 2006年2月13日 | -                                                      |                  |
| 大飯郡 | 大飯町   |                | なし     | なし           | 2006年3月3日  | 地色は青色であり、紋章は白色が指定されている           |                  |
| 遠敷郡 | 名田庄村 | （著作権存続） | なし     | なし           | 2006年3月3日  | 地色は青色であり、紋章は白色が指定されている           |                  |
| 坂井郡 | 丸岡町   |                | あり     | 1959年12月24日 | 2006年3月20日 | 地色は緑色であり、紋章は白色が指定されている           |                  |
| 坂井郡 | 春江町   |                | なし     | なし           | 2006年3月20日 | -                                                      |                  |
| 坂井郡 | 坂井町   |                | なし     | なし           | 2006年3月20日 | 地色は青色であり、紋章は白色が指定されている           |                  |
| 坂井郡 | 三国町   |                | あり     | 1968年9月1日   | 2006年3月20日 | 地色は藍色であり、紋章は白色が指定されている           |                  |

### 書籍
- 中川幸也『シリーズ人間とシンボル第2号「都市の旗と紋章」』中川ケミカル、1987年10月11日。
- NHK情報ネットワーク『NHKふるさとデータブック4 [北陸・甲信越]』日本放送協会、1992年4月1日。

### 自治体書籍
- 三国町役場『三国町例規集』福井県坂井郡三国町。
- 丸岡町役場『丸岡町例規集』福井県坂井郡丸岡町。
- 芦原温泉開湯100周年記念誌編集委員会『開湯芦原100年史』福井県坂井郡芦原町、1984年8月。